# NGC 6437
NGC 6437 ist eine Ansammlung aus mehreren Sternen im Sternbild Skorpion. Sie wurde am 7. Juni 1837 von John Herschel bei einer Beobachtung mit „a very decided, tolerably defined semi-nebulous mass in milky way, with abundance of vS stars, forming altogether a telescopic magellanic cloud. It fills about a field and has branches and sinuses, and is altogether a very remarkable object“ beschrieben, dabei irrtümlich für einen Sternhaufen gehalten und erlangte so einen Eintrag in den Katalog.